# فصل شیطان
فصل شیطان فیلمی در ژانر موزیکال به کارگردانی لاو دیاز است که در سال ۲۰۱۸ منتشر شد.